# 理查德·博赫兹
理查德·博赫兹（英語：Richard Borcherds，1959年11月29日—），加州大学伯克利分校数学教授，1998年菲尔兹奖得主。
他的研究领域是代数学。